# Oropetium minimum
Oropetium minimum là một loài thực vật có hoa trong họ Hòa thảo. Loài này được (Hochst.) Pilg. mô tả khoa học đầu tiên năm 1947.